# 戴大禮
戴大禮（1531年—1577年），字子雍，號蓮宇，浙江湖州府烏程縣人，民籍，明朝政治人物。

## 生平
嘉靖四十三年（1564年）甲子科浙江鄉試第十四名舉人。嘉靖四十四年（1565年）聯捷乙丑科二甲第六十名進士。工部观政，本年十月授泗州知州，丁忧，隆慶三年（1569年）九月復除兴国州，六年二月升工部员外郎，万历五年（1577年）卒。

## 家族
曾祖戴瑛；祖父戴容；父戴荊，庠生封员外郎；母丁氏，贈宜人。弟大补（侯门教读）、大祥、大初、大囗（庠生）、大祉。